# Envy
Envy — японський скримо-гурт із Токіо, заснований 1992 року. Гурт підписав контракти з Rock Action Records у Європі та Temporary Residence Limited у Північній Америці, хоча спочатку вони працювали з Level Plane Records. Початково натхненні сценами пост-хардкору та скримо, Envy незабаром також почали використовувати елементи пост-року у своїй творчості.
На сьогоднішній день вони випустили 7 студійних альбомів (останній із них — The Fallen Crimson), а також кілька міні-альбомів і сплітів, особливо з Jesu та американським пост-хардкор-гуртом Thursday. Один із засновників гурту, вокаліст Тецуя Фукагава покинув Envy 2016 року.

## Учасники гурту
Теперішні учасники
- Нобуката Каваї — гітара (1992–дотепер)
- Манабу Накаґава — бас-гітара (1992–дотепер)
- Тецуя Фукаґава — вокал, музичне програмування (1992-2016, 2018–дотепер)
- Тсуйоші "Йоші" Йошітаке — гітара (2018–дотепер)
- Йосіміцу Такі — гітара (2018–дотепер)
- Хірокі Ватанабе — ударні (2018–дотепер)

Колишні учасники
- Масахіро Тобіта — гітара (1992–2018)
- Дайроку Секі — ударні (1992–2018)

## Дискографія

### Студійні альбоми
- From Here to Eternity (1998)
- All the Footprints You've Ever Left and the Fear Expecting Ahead (2001)
- A Dead Sinking Story (2003)
- Insomniac Doze (2006)
- Recitation (2010)
- Atheist's Cornea (2015)
- The Fallen Crimson (2020)

### Міні-альбоми
- Breathing and Dying in This Place (1996)
- Angel's Curse Whispered in the Edge of Despair (1999)
- The Eyes of Single Eared Prophet (2000)
- Burning Out the Memories 10" (2000)
- Abyssal (2007)
- Definition of Impossibility (2019)
- Seimei (2022)